# Бабак довгохвостий
Бабак довгохвостий (Marmota caudata) або бабак золотий — вид бабаків, що мешкає в гірських районах Центральної Азії. Це численний і широко поширений вид.

## Опис
- Вище: M. c. aurea в Ладакху, Індія
- Нижче: M. c. caudata в національному парку Деосай, Пакистан

Довгохвостий бабак це великий гризун. Його довжина становить від 37 до 80 см, довжина хвоста від 16 до 28 см. Довжина хвоста становить 37–55 % від довжини тіла. Це найвищий показник серед усіх бабаків, хоча хвости сірих і альпійських бабаків інколи можуть досягати подібних розмірів. Діапазон ваги гризуна коливається від 1,5 до 7,3 кг. Вага гризуна залежить від сезону: одразу після сплячки вона невелика, а восени. безпосередньо перед сплячкою, близько чверті ваги гризуна становить накопичений жир. Найжирніші бабаки можуть досягати ваги в 9 кг. Очі бабаків розміщені близько до вершини плескатої голови, вуха маленькі, а шия коротка. Передні лапи довші за задні.
Було декілька спроб виділити підвиди довгохвостого бабака, але загальноприйнятими підвидами є три: M. c. caudata, M. c. aurea і M. c. dichrous. Останній іноді вважають окремим видом. Вони різняться за кольором і за розмірами: підвид M. c. caudata дещо більший за інших. M. c. aurea- найбільш поширений підвид, його шерсть має золотисто-охристий або оранжево-коричневий колір. Його мордочка коричнювата, а верхня частина голови темного, навіть чорного кольору, хоча в деяких районах такого ж кольору, як і спина. Кінчик хвоста часто буває чорнуватий. M. c. caudata також має коричневу мордочку, але його боки й живіт жовтуваті, задня частина голови і верхня частина спини чорні, хвіст чорного або жовтувато-чорного кольору. Нижня частина тіла M. c. dichrous чорно-коричнева, однак цей підвид диморфний щодо кольору верхньої частини тіла: вона може бути світла, від світло-коричневого до кремового кольору, або темна, від чорнувато-коричневого до тьмяно-коричневого.

## Поширення і середовища проживання
Довгохвостий бабак зустрічається в Афганістані, Киргизстані, Таджикистані, рідко на крайньому півдні Казахстану, в Узбекистані, північному Пакистані, на північному заході Індії і на заході Китаю. У Китаї він зустрічається виключно в горах Тянь-Шань. Іншими гірськими хребтами, де мешкають довгохвості бабаки є Памір, Алай, Гіндукуш, Куньлунь, Каракорум і північно-західні Гімалаї. Хоча ареал довгохвостих бабаків перетинається з ареалами поширення бабаків Мензбіра, сірих і гімалайських бабаків, вони не утворюють гібридів.
Ареал підвиду M. c. aurea є найбільшим за площею; він зустрічається у всіх вищеперерахованих країнах. M. c. caudata мешкає в Пакистані на південь від Читралу і в суміжних районах Індії. M. c. dichrous мешкає у високогір'ях Афганістану, неподалік від Кабулу і Газні.
Загалом, довгохвостий бабак мешкає на дуже широкому діапазоні висот, від 600 до 5200 м над рівнем моря. Він ніколи не мешкає вище лінії снігів, однак нижче 2000 м над рівнем моря він мешкає теж вкрай рідко: його було зафіксовано на цих висотах лише в Киргизстані й Таджикистані. Він може населяти посушливіші місця, ніж сірі бабаки і бабаки Мензбіра; там де ці види бабаків мешкають поруч, довгохвостий бабак частіше мешкає в посушливих місцях. Дослідники також помітили, що в місцях співіснування довгохвостих бабаків і бабаків Мензбіра. довгохвості бабаки частіше мешкають на нижчих висотах (від 1300 до 2200 м над рівнем моря).
Довгохвостий бабак мешкає на різних відкритих або слабо-лісистих місцях: на альпійських луках, нагір'ях, високогірних степах, напівпустелях, чагарниках і ялівцевих лісах (з висотою не більше 4 метрів). Однак він уникає солончаків.

## Екологія і поведінка

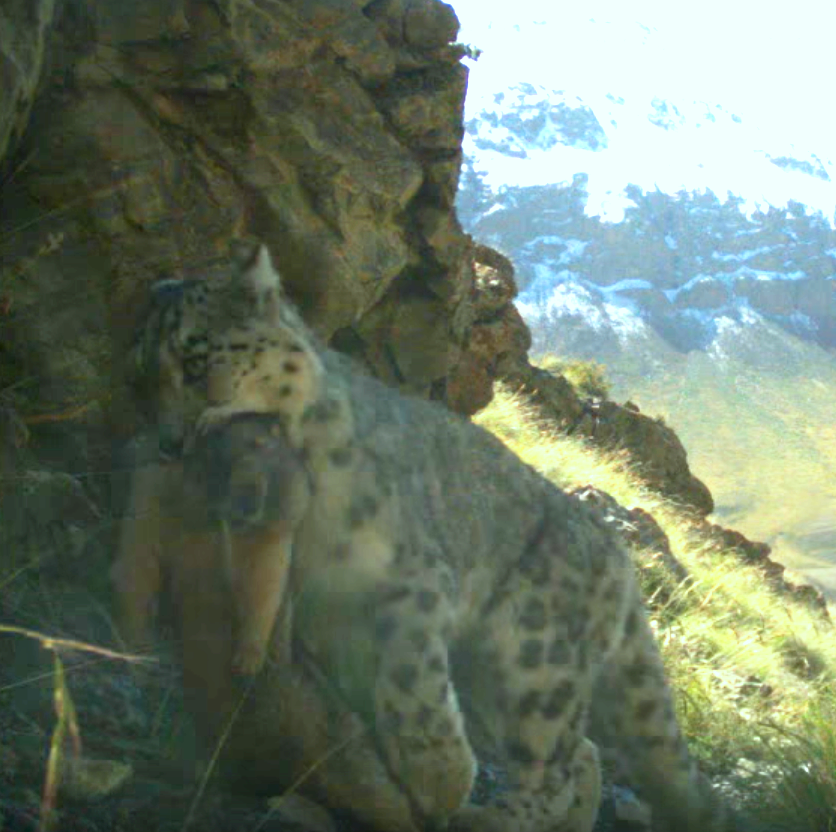
Бабак, впольований сніговим барсом (Киргизстан).

Довгохвості бабаки утворюють пари, однак живуть у великих соціальних групах, які нараховують до семи дорослих особин. Вони пов'язані один з одним, а молодняк покидає групу лише при досягненні дорослого віку трьох або більше років. Іноді до групи може долучитися чужий дорослий бабак. Зазвичай лише одна самка народжує і виховує дитинчат впродовж одного сезону.
Сімейний ареал бабаків в середньому становить близько 3 га, і має від 1 до 6 систем нір. У камері однієї з цих нір бабаки впадають у сплячку, що триває приблизно з вересня по квітень–травень — період, коли більша частина поверхні покрита снігом. Часто бабаки змінюють нору, в якій зимуватимуть. Спарюються бабаки в кінці квітня- на початку травня; вони можуть почати спарюватися ще під землею, до того, як вийдуть на поверхню. Вагітність триває близько чотирьох з половиною тижнів, народжується в середньому чотири бабачати, які вперше виходять з нори через шість тижнів. Лише близько половини бабачат переживає перший рік, решта стає жертвою хижаків. Більшість дорослих бабаків переживає сплячку, однак молоді особини можуть не вижити в першу зиму. Самки народжують з трирічного віку.
Довгохвості бабаки ведуть денний спосіб життя і харчуються рослинною їжею. Вони найбільш активні вранці, коли 40 % часу вони витрачають на пошуки їжі. Шукають корм вони поодинці, часто перериваючись, стаючи на задні лапи й оглядаючи навколишню територію. Члени групи спілкуються між собою, подають складні сигнали тривоги при появі хижака. Вони також реагують на сигнали тривоги сусідніх груп.
На довгохвостих бабаків полюють лиси (Vulpes vulpes), вовки (Canis lupus), беркути (Aquila chrysaetos) і іноді ягнятники (Gypaetus barbatus). Бабаки складають більшу частину здобичі снігового барса (Panthera uncia).